# 관색
관색(關索)은 역사 소설 《화관색전》 · 《삼국지연의》의 등장인물이다.
관우(關羽)의 셋째 아들로써, 형주에서 관우와 함께 분전하다가 관우가 생포되자, 포가장으로 피하였다가, 제갈량(諸葛亮)의 남만 정벌전 제갈량에게 등장하여 자신의 생사를 밝히고, 맹획(孟獲)을 사로잡는데에 큰공을 세웠다. 이후에도 관색은 북벌에 참가한 것으로 알려져있다.
관색에 관한 여러 이야기 중에서는 관색에게 포삼랑이라는 용맹한 부인이 있었다는 말도 전해진다.

## 같이 보기
- 삼국지 인물 목록
- 삼국지 가공인물